# 살렌스키땃쥐
살렌스키땃쥐(Chodsigoa salenskii)는 땃쥐과에 속하는 포유류의 일종이다. 중국 쓰촨성 북부 지역에서만 발견된다. 서식지 감소와 제한된 분포 지역때문에 멸종 위급종으로 등록되었다.